# Ърл Менигот
Ърл „Козата“ Менигот (на английски: Earl Manigault) (7 септември 1944 – 15 май 1998) – баскетболист от уличните игрища на Ню Йорк, известен още и с прякора си „Козата“.

## Живот
Ърл Менигот е роден в Чарлстън, Южна Каролина, но израства в Харлем, Ню Йорк. От малък той започва да играе баскетбол по уличните игрища, подобно на хиляди други деца от гетата на Ню Йорк.
Има няколко теории за произхода на прякора му „Козата“, с който е по-известен сред баскетболните запалянковци в Ню Йорк. Според първата теория Менигот получава прякора си в гимназията заради невероятния си отскок. Втората теория свързва прякора му с фамилното му име, което е сложно за произнасяне и звучи като „коза“ (на английски: goat е коза, което е много близо до фамилията му Manigault). Любопитно е да се отбележи още, че goat е също и акроним на Greatest Of All Time (най-великия за всички времена).
Менигот придобива известността си заради невероятния си отскок, включително и неговото знаменито изпълнение – двойната забивка. Козата забива топката и още докато е във въздуха я хваща и я забива втори път преди да се приземи обратно на земята. Според уличните легенди веднъж Менигот повтаря това движение 36 пъти подред, за да спечели бас от 60 долара. Въпреки че е висок едва около 188 см, Козата успява да свали монета сложена на горния ръб на баскетболното табло. Според слуховете вертикалния отскок на Менигот е бил малко над 170 см. Освен надарен от природата с невероятен отскок, той притежава и изключително точна стрелба от средно разстояние, както и завиден поглед върху играта, които съчетани с голямата му пъргавина и физически способности, го правят един от най-трудно опазимите баскетболисти в историята на играта.
Голяма роля в живота на Менигот оказва Холкъмб Ръкър, който се занимава с организирането на най-прочутия турнир по уличен баскетбол в Ню Йорк през 60-те години, в който редовно взимат участие най-големите от тогавашните звезди на НБА. Именно на тези турнири блести и звездата на Козата, който се изправя и успява не само да впечатли, но и да надиграе едни от най-великите баскетболисти за всички времена като Уилт Чембърлейн, Лю Алсиндор (по-късно прочул се като Карийм Абдул-Джабар), Ърл „Перлата“ Монро, Кони Хоукинс и много други. В историята на баскетбола завинаги ще остане интервюто на Карийм Абдул-Джабар в деня, в който прекратява баскетболната си кариера на тържествена церемония в залата на Лос Анджелис Лейкърс. Попитан след края на церемонията кой е най-добрият баскетболист срещу когото е играл, след продължителна пауза Абдул-Джабар отговаря: "Ако трябва да избера само един, то това ще бъде на Ърл „Козата“ Менигот," с което учудва мнозина.
Докато е в гимназията обаче, когато звездата му блести в Ню Йорк, Менигот се поддава на изкушенията на лесния живот като баскетболна звезда и наркотиците. След няколко неуспешни опита да продължи кариерата си в различни колежи, Менигот се връща в Харлем, където пристрастеността му към наркотиците се задълбочава. Той излежава присъда от 16 месеца през 1969 и 1970 г. заради притежание на наркотици. Менигот влиза за втори път в затвора за 2 години през 1977 г. заради въоръжен грабеж.
След като излиза от затвора Менигот успява да преодолее зависимостта си към наркотиците си и започва, подобно на ментора си Холкъмб Ръкър, да помага на други деца от гетата на Ню Йорк. Той организира ежегоден баскетболен турнир „Откажете се от наркотиците“. Менигот се занимава с тази програма до смъртта си от сърдечен удар през 1998 г. В Ню Йорк се говори, че когато разбрал за смъртта му Джо „Унищожителя“ Хамънд, друга прочута баскетболна легенда от игрищата на Ню Йорк, който често е сравняван с Козата, е плакал като бебе.